# Ешленд (округ, Огайо)
Шаблон:StateAbbr_ 40°50′ пн. ш. 82°16′ зх. д. / 40.84° пн. ш. 82.27° зх. д.
Округ  Ешленд (англ. Ashland County) — округ (графство) у штаті  Огайо, США. Ідентифікатор округу 39005.

## Історія
Округ утворений 1846 року.

## Демографія
За даними перепису 
2000 року 
загальне населення округу становило 52523 осіб, зокрема міського населення було 24136, а сільського — 28387.
Серед мешканців округу чоловіків було 25802, а жінок — 26721. В окрузі було 19524 домогосподарства, 14015 родин, які мешкали в 20832 будинках.
Середній розмір родини становив 3,06.
Віковий розподіл населення поданий у таблиці:
| Стать    | До 15 років | 15-21 | 22-29 | 30-39 | 40-49 | 50-65 | 65-85 | Понад 85 |
| -------- | ----------- | ----- | ----- | ----- | ----- | ----- | ----- | -------- |
| Чоловіки | 5752        | 3211  | 2391  | 3399  | 3940  | 4075  | 2749  | 285      |
| Жінки    | 5257        | 3132  | 2440  | 3474  | 3943  | 4189  | 3546  | 740      |

## Суміжні округи
- Лорейн — північ
- Медіна — північний схід
- Вейн — схід
- Голмс — південний схід
- Нокс — південний захід
- Ричленд — захід
- Гурон — північний захід

## Виноски
1. ↑  U.S. Decennial Census. United States Census Bureau. Архів оригіналу за 26 квітня 2015. Процитовано 7 лютого 2015.
2. ↑  Historical Census Browser. University of Virginia Library. Архів оригіналу за 11 серпня 2012. Процитовано 7 лютого 2015.
3. ↑  Forstall, Richard L., ред. (27 березня 1995). Population of Counties by Decennial Census: 1900 to 1990. United States Census Bureau. Архів оригіналу за 14 лютого 2015. Процитовано 7 лютого 2015.
4. ↑  Census 2000 PHC-T-4. Ranking Tables for Counties: 1990 and 2000 (PDF). United States Census Bureau. 2 квітня 2001. Архів оригіналу (PDF) за 18 грудня 2014. Процитовано 7 лютого 2015.
5. ↑  State & County QuickFacts. United States Census Bureau. Архів оригіналу за 6 липня 2011. Процитовано 7 лютого 2015.(англ.) Наведено за англійською вікіпедією.
6. ↑  American FactFinder. Бюро перепису населення США. Архів оригіналу за 21 травня 2008. Процитовано 31 січня 2008.

| США | Це незавершена стаття з географії США. Ви можете допомогти проєкту, виправивши або дописавши її. |